# Ismael (Moby Dick)
Ismael es un personaje de la novela Moby Dick (1851) de Herman Melville, que comienza con la frase "Llamadme Ismael". Se trata del narrador en primera persona en gran parte del libro. Debido a que  juega un papel menor en la trama, los primeros críticos del libro asumieron que el Capitán Ahab era el protagonista. Muchos confundieron a Ismael con Melville o pasaron por alto el papel que desempeña. Los críticos posteriores distinguieron a Ismael de Melville, y algunos vieron su conciencia mística y especulativa como la fuerza central de la novela, más que la fuerza de voluntad monomaníaca del capitán Ahab. John Bryant lo llama la "conciencia central y la voz narrativa de la novela." 
Ismael entiende a Moby Dick “en el contexto del mundo de las ballenas y la tradición cultural mítica”, se basa en la imagen de la invencible ballena blanca como símbolo concreto y abstracto de la naturaleza; Moby Dick resulta así “el drama de una comprensión simbólica del mundo”. 
El nombre bíblico Ismael ha llegado a simbolizar a los huérfanos, los exiliados y los marginados sociales. A diferencia de su homónimo del Génesis, que es desterrado al desierto, el Ismael de Melville vaga sobre el mar. Cada Ismael, sin embargo, experimenta un rescate milagroso; en la Biblia de la sed, en la novela del ahogamiento.

## Características
Tanto Ahab como Ismael están fascinados por la ballena, pero mientras Ahab la percibe exclusivamente como malvada, Ismael mantiene una mente abierta. Ahab tiene una visión del mundo estática, ciega a nueva información, pero la visión del mundo de Ismael está en constante cambio a medida que se le ocurren nuevas ideas y realizaciones. "Y el flujo, a su vez... es la principal característica del propio Ismael".  En el capítulo "El Doblón", Ismael relata cómo cada espectador ve su propia personalidad reflejada en la moneda, pero no la mira él mismo. Catorce capítulos después, en "The Gilder", participa en "lo que es claramente una recapitulación" del capítulo anterior.  La diferencia es que la superficie del mar dorado en "El dorado" está viva, mientras que la superficie del doblón está inalterablemente fija, "sólo uno de los varios contrastes entre Ismael y Ahab". 
Ismael medita sobre una amplia gama de temas. Además de las referencias explícitamente filosóficas, en el capítulo 89, por ejemplo, expone el concepto jurídico "Fast-Fish" y "Loose-Fish", que entiende que la posesión, más que un reclamo moral, otorga el derecho de propiedad. 

## Trama
Ismael, al igual que Melville, trabajó primero como maestro de escuela antes de conseguir un puesto en un barco mercante. Después de varios viajes en el servicio mercante, decide navegar como novato en un barco ballenero, partiendo de Nantucket.
Ismael viaja primero desde la isla de Manhattan a New Bedford. La posada está abarrotada y debe compartir cama con el polinesio tatuado, Queequeg, un arponero al que Ismael supone un caníbal. Dos días después, Ismael y Queequeg se dirigen a Nantucket. Ismael se inscribe en un viaje en el ballenero Pequod, al mando del capitán Ahab. Ahab está obsesionado con la ballena blanca, Moby Dick, la cual en un viaje anterior le había cortado una pierna. En su búsqueda de venganza, Ahab ha perdido todo sentido de responsabilidad, y cuando la ballena hunde el barco y destruye los botes balleneros, todos los miembros de la tripulación se ahogan con excepción de Ismael: "Y sólo yo escapé solo para decíroslo" dice el epígrafe. El ataúd de Queequeg sube a la superficie e Ismael se mantiene a flote en él hasta que otro barco ballenero, el Rachel, llega para rescatarlo.

## Familia
La única familia que menciona Ismael incluye una madrastra anónima y un tío, el Capitán (John) D'Wolf. John D'Wolf, en realidad, era el tío de Herman Melville, habiéndose casado con su tía paterna Mary. Ismael, que escribe la narrativa del libro siendo un hombre mayor, también implica en el capítulo 35 que es padre ("nosotros, los padres, somos los inventores y titulares de patentes originales...").

## Ismael (Antiguo Testamento)
El nombre Ismael es de origen bíblico: en Génesis 16:1-16; 17:18-25; 21:6-21; 25:9-17, Ismael era el hijo de Abraham con la sierva Agar. En 21:6-21, los versículos más significativos para la alegoría de Melville,  Agar fue desechada después del nacimiento de Isaac, quien heredó el pacto del Señor en lugar de su medio hermano mayor.
Melville da forma a su alegoría del Ismael bíblico de la siguiente manera:
- El Ismael bíblico es desterrado al "desierto de Beer-sheba", mientras que el narrador de Moby Dick deambula, según sus propias palabras, por "el desierto de las aguas". [7] En la Biblia, el desierto es un escenario común para una visión de un tipo u otro. [8] Por el contrario, Ismael de Melville se hace a la mar en busca de ideas.
- En Génesis, Agar fue visitada por un ángel que le ordenó que llamara a su hijo aún no nacido Yishma'el, que significa "Dios oirá". Esta profecía se cumplió cuando Ismael, pereciendo en el desierto, fue salvado por un milagro: la repentina aparición de un pozo de agua. [7] En Moby Dick, sólo Ismael escapa al hundimiento del Pequod, que es descrito como "aquello por un margen tan estrecho que parece milagroso". [9]
- En la traducción directa de la Biblia hebrea se dice de Ismael: "Su mano en todos, y la mano de todos en él".

El nombre apunta además a una analogía bíblica que marca a Ismael como el prototipo de "vagabundo y marginado",  el hombre en desacuerdo con sus semejantes. Nathalia Wright dice que todos los héroes de Melville, con excepción de Benito Cereno y Billy Budd, son manifestaciones del Ismael bíblico, y en realidad cuatro se identifican con él: Redburn, Ismael, Pierre y Pitch de El estafador y sus disfraces. 

## Críticas
Durante las primeras décadas del resurgimiento de Melville, los lectores y críticos a menudo confundían a Ismael con Melville, cuyas obras eran percibidas como una autobiografía. El crítico F. O. Matthiessen se quejaba ya en 1941 de que "la mayor parte de las críticas a nuestros maestros del pasado se han añadido superficialmente a las biografías" y objetaba la "falacia moderna" de la "lectura directa de la vida personal de un autor en sus obras".  En 1948 Howard P. Vincent, en su estudio The Trying-Out of Moby Dick, "advirtió contra el olvido del narrador", es decir, asumir que Ismael se limitaba a describir lo que veía.  Robert Zoellner señaló que el papel de Ismael como narrador "se rompe" ya sea cuando Ahab y Stubb "tienen una conversación solos" en el capítulo 29 o cuando Ismael informa "el soliloquio de Ahab sentado solo" en el capítulo 37. 
Las opiniones también difieren en cuanto a si el protagonista es Ismael o Acab. M. H. Abrams considera que Ismael es "sólo un participante menor o periférico" en la historia que cuenta,  pero Walter Bezanson sostiene que la obra no trata tanto de Ahab o la ballena blanca sino de Ismael, quien es "el verdadero centro de significado y la fuerza definitoria de la novela." 
Bezanson sostiene que hay dos Ismael. El primero es el narrador, "la sensibilidad envolvente de la novela" y "la imaginación por la que pasan todos los asuntos del libro". No se le dice al lector cuánto tiempo después del viaje Ismael comienza a contar su aventura, siendo la segunda frase "hace algunos años" la única pista. El "segundo Ismael", continúa Bezanson, es "el Ismael pronosticado", o el "Ismael más joven de 'hace algunos años'... El narrador Ismael es simplemente el joven Ismael envejecido". Armin Staatstambién indica en su análisis, que el narrador Ismael desempeña un doble papel crucial para la estructura de la novela: primero, el del joven marinero ingenuo que se inicia en una nueva profesión, y luego el del narrador maduro. que viene de mirar atrás y es rico en un cúmulo de experiencias. Esta circunstancia permite presentar las experiencias originales del joven Ismael en un contexto más amplio y desde una perspectiva interpretativa. 
Ismael es "simplemente uno de los personajes de la novela, aunque, sin duda, uno importante cuyo significado posiblemente sea cercano al de Ahab". De vez en cuando hay cambios de tiempo para indicar que "mientras el castillo de proa Ismael está ocupado cazando ballenas, el narrador Ismael examina la memoria y la imaginación en busca de los muchos significados de la oscura aventura que ha experimentado". 
John Bryant señala que a medida que avanza la novela, el personaje central "cambia de Ismael a Acab". El comienzo del libro es una "comedia" en la que el ansioso Ismael y el sereno Queequeg "se acuestan, se 'casan' y emprenden una aventura ballenera pase lo que pase". Después de que Acab entra en el cap. 29, Ismael, que no reaparece hasta el cap. 41 ya no es el "personaje central", sino la "conciencia central y la voz narrativa" de la novela. A medida que su papel como personaje se erosiona, dice Bryant, "su vida como meditador lírico y poético sobre las ballenas y su caza transforma la novela una vez más..." Ismael lucha con la comprensión de que no puede seguir a Ahab a una condenación de fuego, sino que debe ser contento con la "felicidad alcanzable" (Cap. 94), pero Acab toma el control una vez más. 
En un ensayo de 1986, Bezanson llama al personaje Ismael inocente "y ni siquiera particularmente interesante excepto cuando el narrador, una sensibilidad madura y compleja, examina su vida interior desde la distancia, tal como examina la vida interior de Acab... " 
El narrador-Ismael demuestra "una curiosidad insaciable" y un "sentido inagotable de asombro", dice Bezanson,  pero aún no ha comprendido completamente sus aventuras: "'Fue la blancura de la ballena lo que más me horrorizó. Pero ¿Cómo puedo esperar explicarme aquí y, sin embargo, de alguna manera oscura y aleatoria, debo explicarme, de lo contrario todos estos capítulos podrían ser nada?'"  Este Ismael no debe ser equiparado con el propio Melville: "nos resistimos cualquier ecuación uno a uno de Melville e Ismael."  Bezanson atribuye rasgos característicos de Melville al narrador, quien en el epílogo se compara a sí mismo con "otro Ixión". 
Bezanson también insiste en que sería un error "pensar que el narrador es indiferente a cómo se cuenta su historia". Los críticos anteriores acusaron a Melville de no prestar mucha atención al punto de vista, "y por supuesto esto es cierto" en el sentido de la técnica de Henry James, pero la "lucha" del narrador de Ismael con la configuración de su narrativa, "En constante discusión, es en sí mismo uno de los temas principales del libro". Ismael despliega, entre otros géneros y estilos, un sermón, un sueño, una escenografía cómica, un ballet de medianoche, una meditación, una lectura emblemática. 

## Actores que han interpretado a Ismael
- Howard Duff en la adaptación radiofónica de NBC Favorite Story de 1948 en la que William Conrad interpretó a Ahab.
- Richard Basehart, en Moby Dick, adaptación cinematográfica de 1956 en la que Gregory Peck interpreta a Ahab.
- Henry Thomas, en Moby Dick, adaptación de una miniserie de televisión de 1998 en la que Patrick Stewart interpreta a Ahab.
- Tim Guinee (voz), en Animated Epics: Moby Dick, una película animada de 2000 en la que Rod Steiger proporciona la voz de Ahab.
- Terry O'Neill, en La liga de caballeros extraordinarios, película de 2003 basada en el cómic del mismo nombre, como el primer oficial del Capitán Nemo.
- Jack Aranson (y otros 8 personajes) en una adaptación teatral del libro de 2003.
- F. Murray Abraham, en la obra de radio de tres partes de BBC Radio 4 de 2006.
- Renee O'Connor interpreta a Michelle Herman, una contraparte femenina de Ismael en Moby Dick, una adaptación cinematográfica moderna de 2010 en la que Barry Bostwick interpreta a Ahab.
- Charlie Cox, en Moby Dick, adaptación de una miniserie de televisión de 2011 en la que William Hurt interpreta a Ahab.
- Stephen Costello interpreta a Greenhorn, el personaje renombrado de Ismael, en la versión de ópera de 2010 de Jake Heggie.
- PJ Brennan, cuando era joven en la obra de radio de dos partes de BBC Radio 4 de 2010.
- Manik Choksi, en el musical de Dave Malloy de 2019 Moby Dick: A Musical Reckoning
- Jang Ye-na (시예나), como mujer en el videojuego Limbus Company